# Tackleador
Un placador, tackleador (del inglés tackle) o tacleador es una posición de juego en el fútbol americano y el fútbol canadiense. Históricamente, en el viejo sistema conocido como iron man football, un placador jugaba tanto en el equipo ofensivo como en el defensivo.  En los sistemas modernos de unidades especializadas, el offensive tackle (placador ofensivo) y el defensive tackle (placador defensivo) son posiciones separadas.

## Placador ofensivo

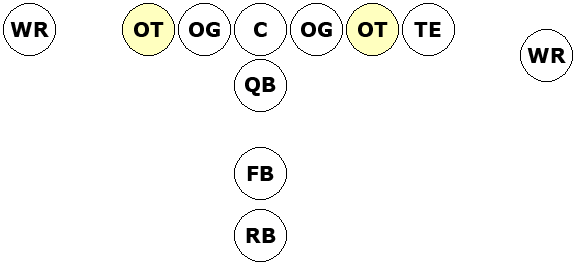
Aquí se muestra la posición de los placadores ofensivos en una formación ofensiva.

El offensive tackle (OT, T), placador ofensivo o tackle ofensivo, es una posición de línea ofensiva, hay un jugador ubicado en el lado izquierdo y otro en el lado derecho.  Al igual que otros linieros ofensivos, su trabajo principal es bloquear: físicamente mantener a los jugadores defensivos lo más alejados posibles del jugador ofensivo que tiene el control del balón.
El de placador es la posición más fuerte de toda línea ofensiva. Logran potenciar o exponenciar sus bloqueos con pasos rápidos y mucha maniobrabilidad, considerando su peso y estatura. Los placadores son los principales encargados de la protección externa. Si su tight end intenta atrapar un pase, el placador debe cubrir o bloquear a cualquier jugador que no esté cubierto o bloqueado por su guard, así como a cualquier jugador que no esté cubriendo el tight end. Usualmente se enfrentan a los alas defensivos.  En la NFL, los offensive tackles a menudo miden más de 193 cm y pesan más de 140 kg.
De acuerdo con el periodista Paul Zimmerman de Sports Illustrated, los offensive tackles de forma consistente logran los mejores resultados (comparándolos con otras posiciones) en el Wonderlic Test, con un promedio de 26. Esta prueba es realizada antes del draft para evaluar la aptitud de cada jugador para el aprendizaje y la resolución de problemas; una puntuación de 26 se dice que corresponde a un IQ de 112.

### Placador derecho
El right tackle (RT), placador derecho o tackle derecho, normalmente es el mejor bloqueador de su equipo en jugadas de carrera. La mayor parte de esas jugadas se desarrollan en el lado fuerte (strong side) de la línea ofensiva, el lado donde está alineado el tight end. Por lo tanto el right tackle siempre enfrenta a los mejores jugadores defensivos para detener esas jugadas de carrera. Debe de ser capaz de ganar tracción en sus bloqueos para que el corredor pueda encontrar un hueco para correr.

### Placador izquierdo
El left tackle (LT), tackle izquierdo o placador izquierdo, normalmente es el mejor bloqueador de su equipo en jugadas de pase. De los dos tackles ofensivos, el izquierdo es el que debe tener el mejor trabajo de pies y agilidad con el fin de contrarrestar la presión ejercida por los alas defensivos sobre los quarterbacks.  La mayoría de los quarterbacks son derechos, así que para intentar lanzar un pase, se colocan con el hombro izquierdo "apuntando" hacia el campo de juego, hacia la línea de confrontación o scrimmage. Por lo tanto, no voltean a ver a su propio lado izquierdo, y normalmente no pueden ver si un jugador defensivo ha penetrado la línea ofensiva, creando un "lado ciego" extremadamente vulnerable, el cual debe ser protegido por el left tackle. Al contrario del caso anterior, los equipos que tienen quarterbacks zurdos tienden a tener a su mejor bloqueador de jugadas de pase en su right tackle por la misma razón.
El libro del escritor Michael Lewis, The Blind Side: The Evolution of a Game, arroja mucha luz sobre el funcionamiento de la posición de un left tackle. En el libro se argumenta que los salarios anuales de los left tackles en la NFL se dispararon a mediados de la década de 1990. En los años recientes, los mejores son materias primas muy deseadas y buscadas, y son a menudo los jugadores mejor pagados en todo roster, solo superados por los salarios de los quarterbacks; al menos un left tackle es siempre seleccionado en las primeras cinco posiciones del draft de la NFL.

## Placador defensivo

Aquí se muestra la alineación de dos placadores defensivos en una formación 4-3.

Aquí se muestra la alineación de un placador defensivo en una formación 3-4.

Un defensive tackle (DT), placador defensivo o tackle defensivo, es normalmente el jugador más grande y más fuerte de todos los jugadores defensivos. Los defensive tackles usualmente se alinean enfrente de uno de los dos offensive guards. Un defensive tackle puede tener diferentes asignaciones, dependiendo del esquema defensivo de cada equipo. Esas asignaciones van desde solo mantener el punto de ataque al evitar ser movidos o bloqueados, o penetrar en un hueco entre los linieros ofensivos para romper una jugada en el fondo del campo contrario. Si un defensive tackle lee una jugada de pase, su principal responsabilidad es perseguir o presionar al quarterback, o simplemente golpear o desviar el pase en la línea de scrimmage estirando un brazo. Otra responsabilidad de un defensive tackle puede ser una persecución en un screen pass o bajar o ir en cobertura en un esquema de zone blitz. En un esquema defensivo tradicional 4-3, no hay un nose tackle. En su lugar hay un defensive tackle izquierdo y otro derecho.  En otros esquemas 4-3, si hay un nose tackle, el cual se alinea en frente del center del equipo contrario. El nose tackle en un esquema 4-3 puede trabajar como el defensive tackle izquierdo o derecho.

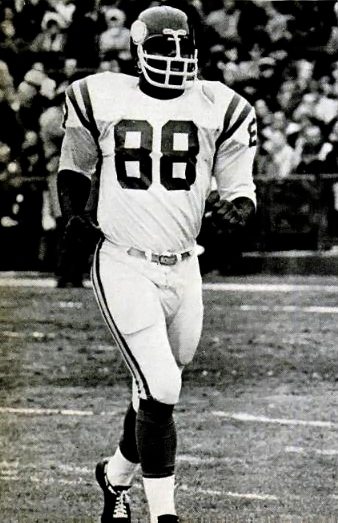
Tackle defensivo Alan Page de los Minnesota Vikings (1967-1978).

### Nose tackle
Nose tackle, también conocido como nose guard  o middle guard es una posición de todo equipo defensivo, ubicado como liniero defensivo. En un esquema defensivo 3-4 el único defensive tackle es conocido como nose tackle. En algunos esquemas 4-3, el nose tackle es uno de los dos defensive tackles. Se alinea directamente en la línea de confrontación en frente del center del equipo ofensivo en una posición llamada Técnica-0. En situaciones donde se involucran cinco jugadores de línea, como la formación línea de gol, el nose guard es liniero más interno, flanqueando en cualquier lado, ya sea de un defensive tackle o un defensive end. El nose guard también es usado en la formación 50 read.  En esta formación se alinean un nose guard, dos defensive tackles y dos outside linebackers, los cuales pueden jugar en la línea de confrontación o fuera de ella en una postura de dos puntos.  La responsabilidad principal del nose tackle en esta defensiva es absorber múltiples bloqueadores para que otros jugadores defensivos puedan atacar a los jugadores que corran con el balón o presionar al quarterback.

## Placadores destacados
Algunos de los mejores placadores de la historia han sido: Forrest Gregg de los Green Bay Packers (1956–1971), Jim Parker de los Baltimore Colts (1957–1967), Bob Lilly de los Dallas Cowboys (1961–1974), Ron Yary de los Minnesota Vikings (1968–1982), Joe Greene de los Pittsburgh Steelers (1969–1981), Anthony Muñoz de los Cincinnati Bengals (1980–1992), Reggie White quien jugó en varios equipos (1984–2000), Jonathan Ogden de los Baltimore Ravens (1996–2007), Walter Jones de los Seattle Seahawks (1997–2009) y Joe Thomas de los Cleveland Browns (2007–2016).